# Olmütz

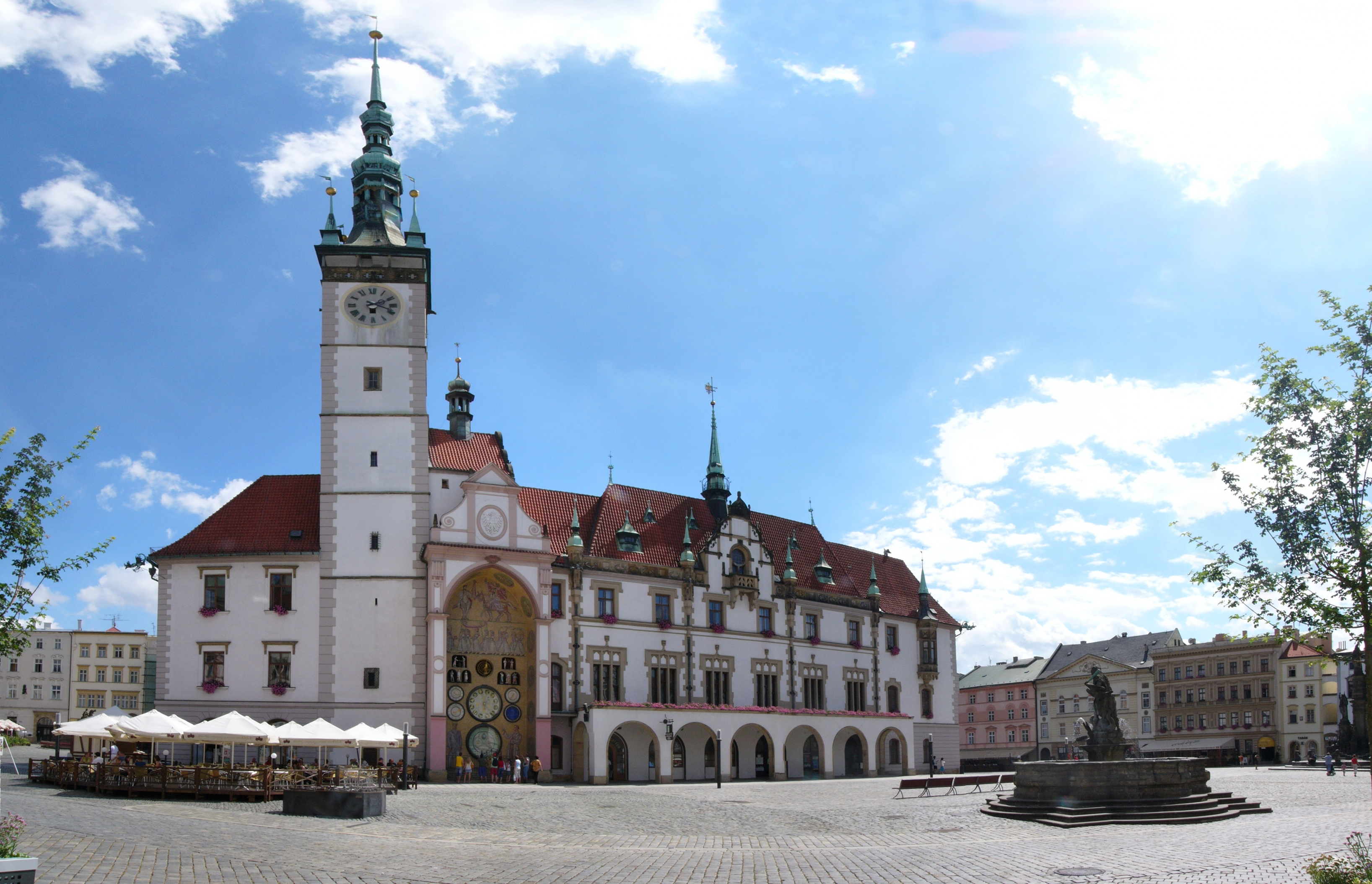
Olmützer Rathaus

Olmütz, tschechisch Olomouc [ˈɔlɔmɔuʦ] ⓘ, ist die sechstgrößte Stadt Tschechiens und Verwaltungssitz der Olmützer Region (Olomoucký kraj). Die Stadt ist Sitz eines Erzbistums, der zweitältesten tschechischen Universität und eines der beiden tschechischen Obergerichte. Sie war bis ins 17. Jahrhundert das historische Zentrum Mährens. Heute ist sie ein Handels-, Kultur- und Verwaltungszentrum.

## Geographie

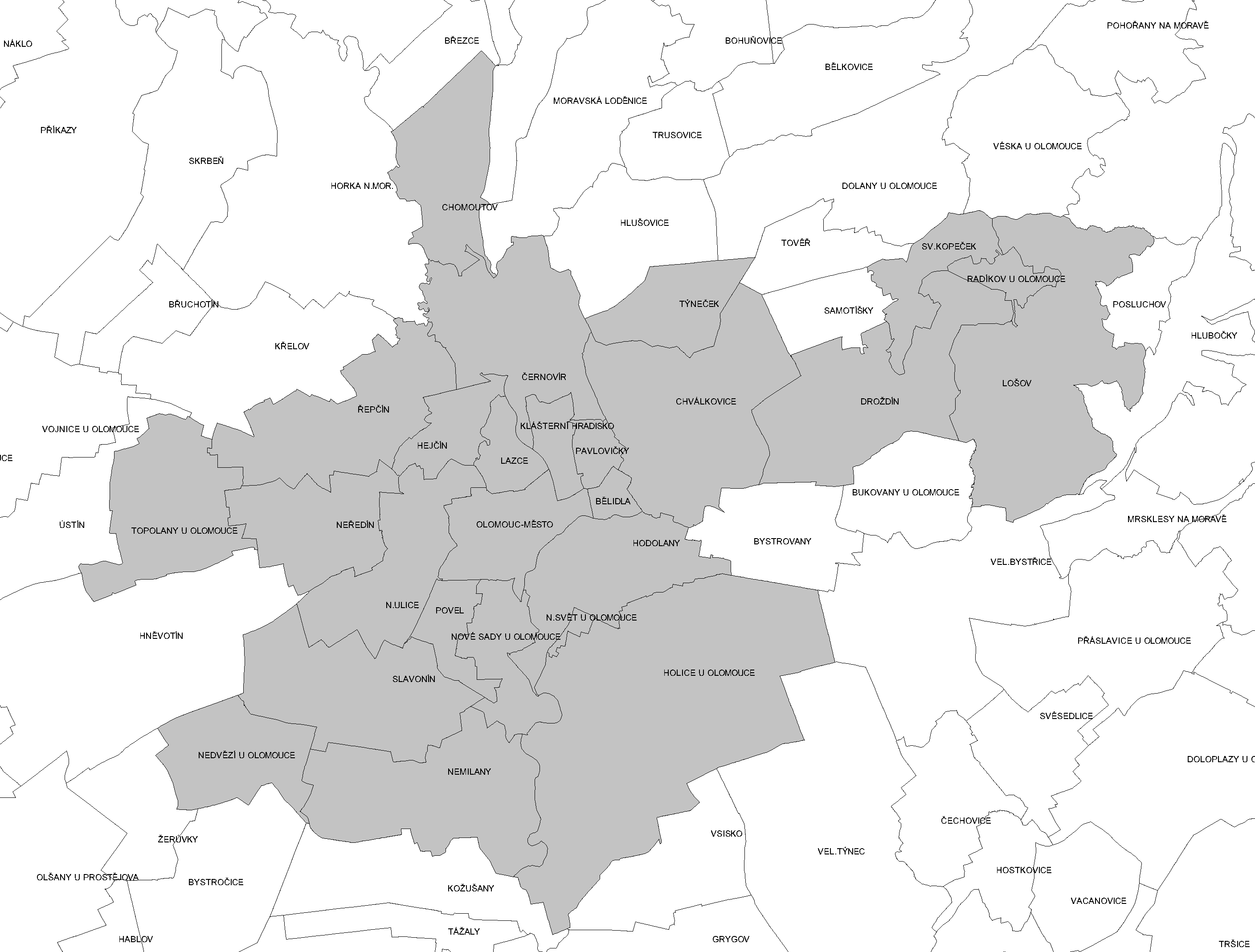
Katastraleinteilung

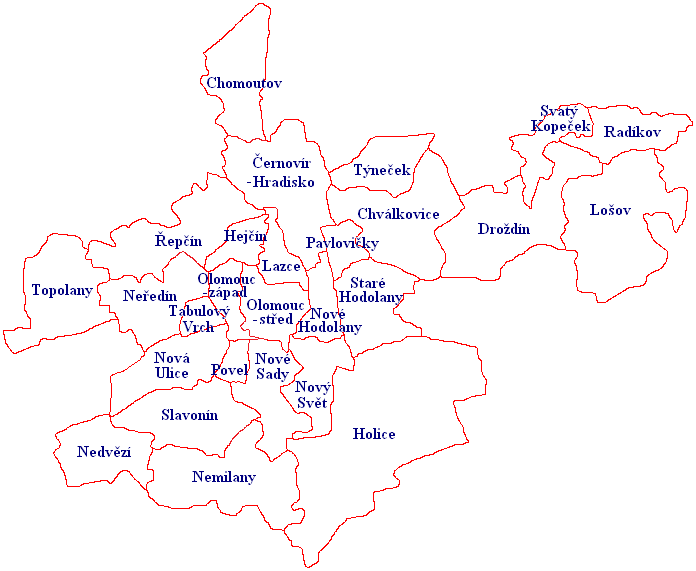
Stadtteile

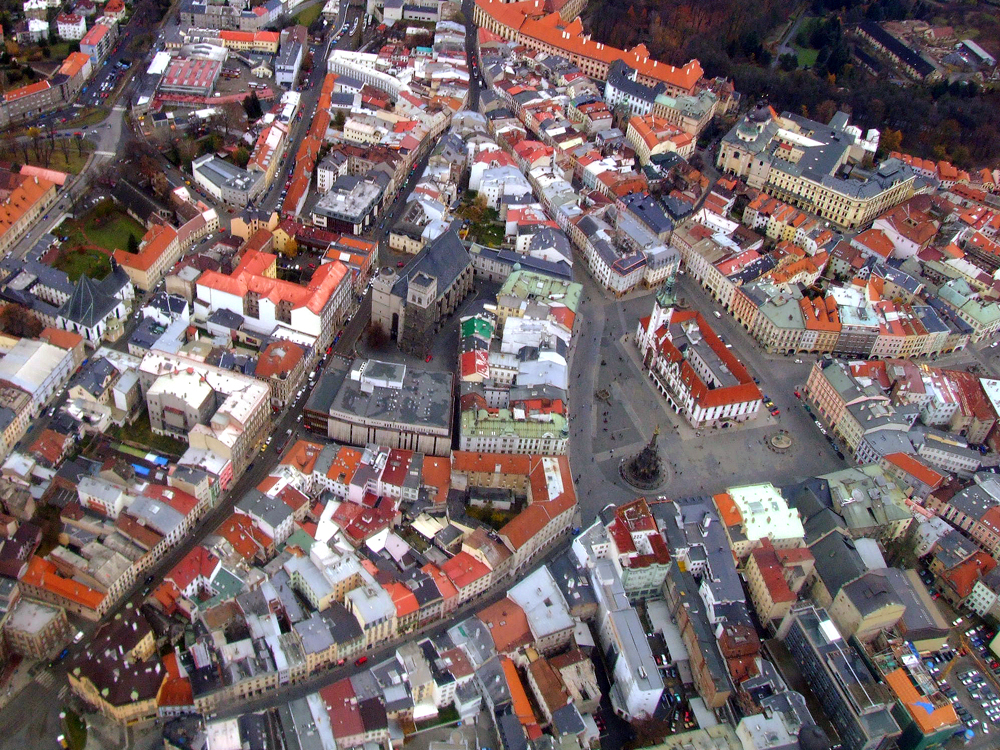
Historisches Zentrum – Luftbild

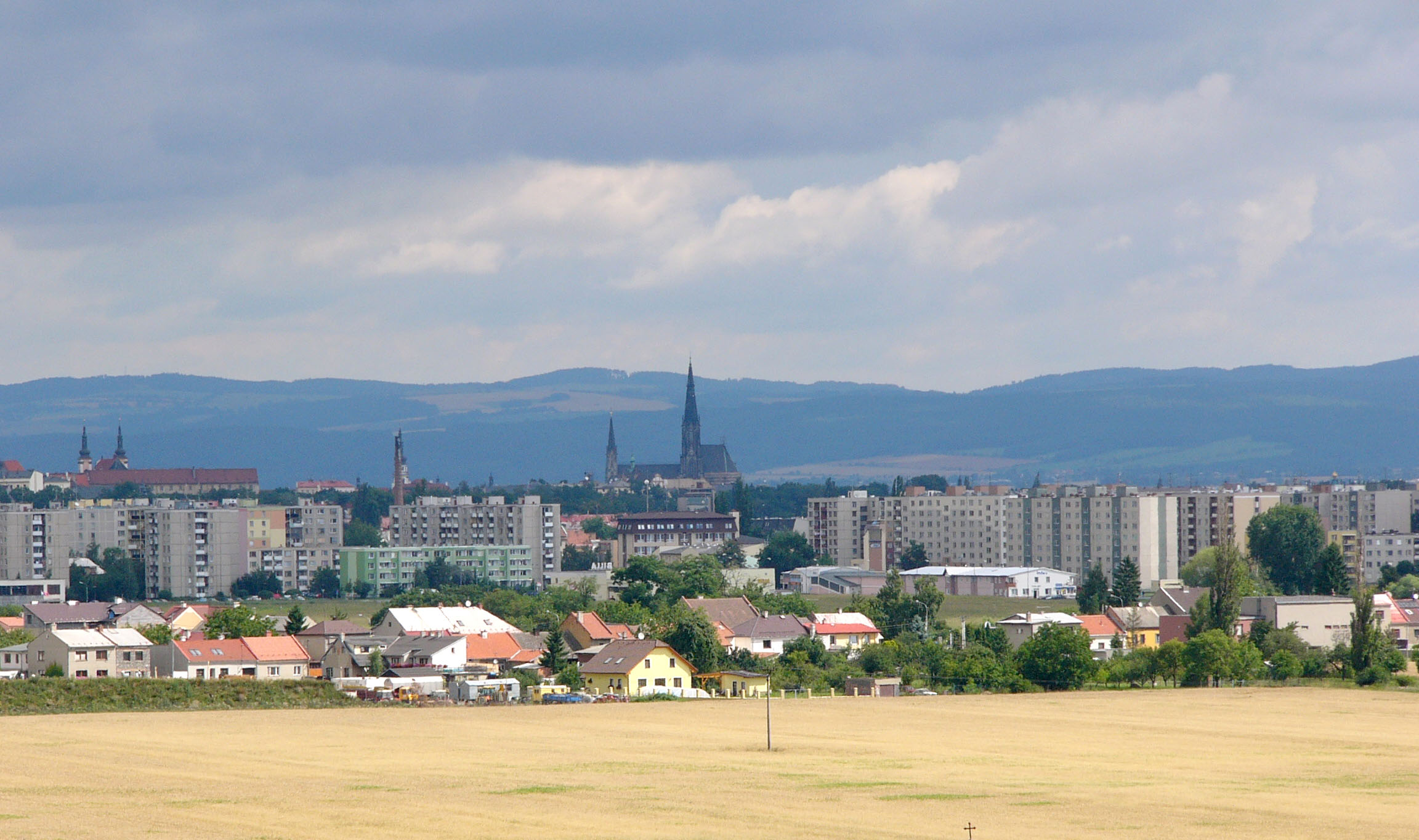
Olmütz

### Lage
Olmütz liegt im östlichen Teil Tschechiens, in Mähren, in der Flussaue der March an der Stelle der Einmündung der Feistritz. Die Stadt befindet sich in einer nach Nordwesten und Südosten geöffneten Ebene, welche von Westen und insbesondere von Osten von höheren geomorphologischen Formationen umgeben ist. Die Stadtmitte liegt auf einer Höhe von 219 m ü. M.

### Klima
Die Jahresdurchschnittstemperatur beträgt 8,7 °C, der durchschnittliche Jahresniederschlag um 570 mm. Die durchschnittliche Sonnenscheindauer beträgt 1616,7 Stunden im Jahr.

### Stadtgliederung
Die Stadt Olmütz besteht aus den Ortsteilen und Katastralbezirken:
- Bělidla (Bleich)
- Černovír (Tschernowier)
- Chomoutov (Komotau)
- Chválkovice (Chwalkowitz)
- Droždín (Droschdein)
- Hejčín (Hatschein)
- Hodolany (Hodolein)
- Holice (Holitz)
- Klášterní Hradisko (Kloster Radisch, mit Kloster Hradisko)
- Lazce (Laske)
- Lošov (Loschau)
- Nedvězí (Nedweiß)
- Nemilany (Nimlau)
- Neředín (Neretein)
- Nová Ulice (Neugasse)
- Nové Sady (Neustift)
- Nový Svět (Salzergut)
- Olomouc (Olmütz)
- Pavlovičky (Paulowitz)
- Povel (Powel)
- Radíkov (Radikau)
- Řepčín (Repschein)
- Slavonín (Schnobolin)
- Svatý Kopeček (Heiligenberg, vormals Mariendorf)
- Topolany (Topolan)
- Týneček (Klein Teinitz)

Grundsiedlungseinheiten sind 17. listopadu, Balcárkova, Bělidla I, Bělidla II, Bystrovanská, Černá cesta, Černovír, Českobratrská, Droždín, Družební, Fakultní nemocnice, Hádky, Hejčín, Heyrovského, Hlavní nádraží, Hodolany, Hodolany-průmyslový obvod, Holice, Holická, Husova, Chomoutov, Chválkovice, Chválkovice-jih, Jezírka, Jihoslovanská, Karafiátova, Klášterní Hradisko, Kosmonautů, Kpt. Nálepky, Kropáčov, Lazce, Lošov, Městský dvůr, Na dílech, Na konečné, Na ohradě, Na Vlčinci, Na vozovce, Nedvězí, Nemilany, Neředín, Neředín-u pevnůstky, Norská, Nové Sady-jih, Nové Sady-sever, Novosadská, Nový Svět, Olomouc-historické jádro, Ondřejova, Ovesniska, Pavlovičky, Pionýrská, Pod koupalištěm, Pod lipami, Povel-jih, Pražská-východ, Pražská-západ, Průmyslová zóna Hodolany, Přichystalova, Radíkov, Řepčín, Sady Flora, Schweitzerova, Slavonín, Sobieského, Stadiony, Stiborova, Stupkova, Svatý Kopeček, Šantova, Šibeník, Štítného, Tererovo náměstí, Topolany, Tovární, Trávníky, Týneček, U hvězdárny, U Chválkovic, U rybářských stavů, U rybníka, U solných mlýnů und Varšavské náměstí.

## Name
Im 12. Jahrhundert waren Olomuc und Olmuc die ersten überlieferten Namensformen. Im 15. Jahrhundert wurde eine angebliche erste Form Juliomontium (Juliusberg) vermutet, nach Julius Caesar als angeblichem Gründer. Die ursprüngliche Bedeutung ist unklar. Im Alttschechischen bedeutet Olomouc ‚kahler Berg‘ (alttschechisch holy ‚kahl‘ und mauc ‚Berg‘). Der Name der Stadt lautet im mährisch-hannakischen Dialekt, einer Untergruppe der mittelmährischen Dialekte des Tschechischen, Olomóc oder Holomóc (deutsch Olmütz, polnisch Ołomuniec und lateinisch Eburum oder Olomucium).

## Wappen

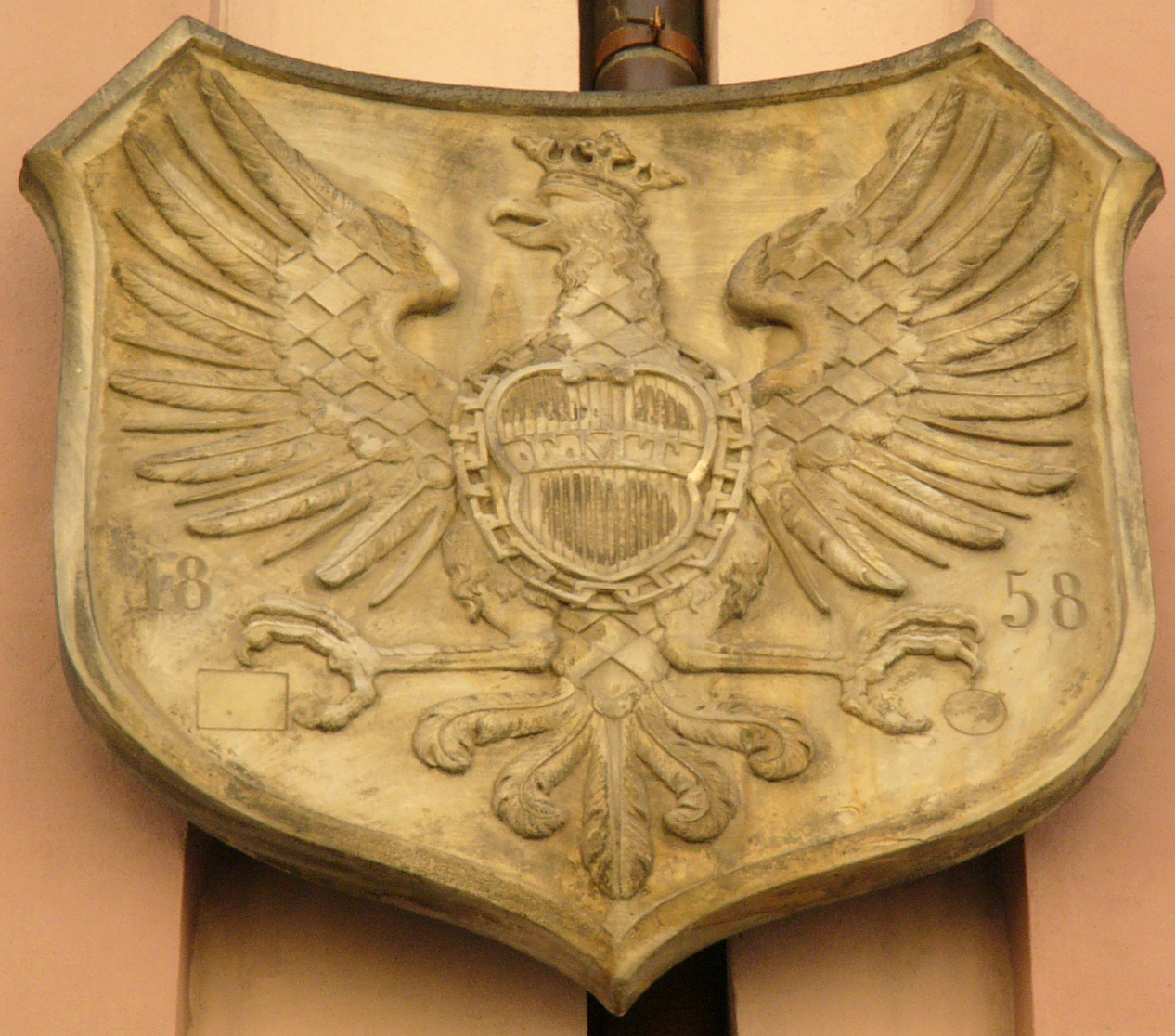
Olmützer Wappen von 1758

Beschreibung: In Blau ein goldgekrönter rot-weiß geschachter Adler mit goldener Bewehrung (Mährischer Adler) begleitet von den vier goldenen Majuskeln S, P, Q, O in den vier Ecken. Die Buchstaben stehen für Senatus populusque Olomucensis (lat. für „Senat und Volk von Olmütz“, analog zu S.P.Q.R.).
Das Wappen wurde 1758 mit dem österreichischen Bindenschild und den Initialen „FMT“ als Mittelschild geschmückt. Anlass war die Verleihung dieses Wappenteils durch Maria Theresia als Anerkennung der Standhaftigkeit der Festung Olmütz gegen preußische Truppen unter König Friedrich II. Die Initialen standen für Kaiser Franz I. und die Kaiserin. Auch wurde eine Kette um den Schild als Zeichen der Stadtbefestigung gelegt. Diese Wappenbesserungen wurden 1934 entfernt.

## Geschichte

### Anfänge

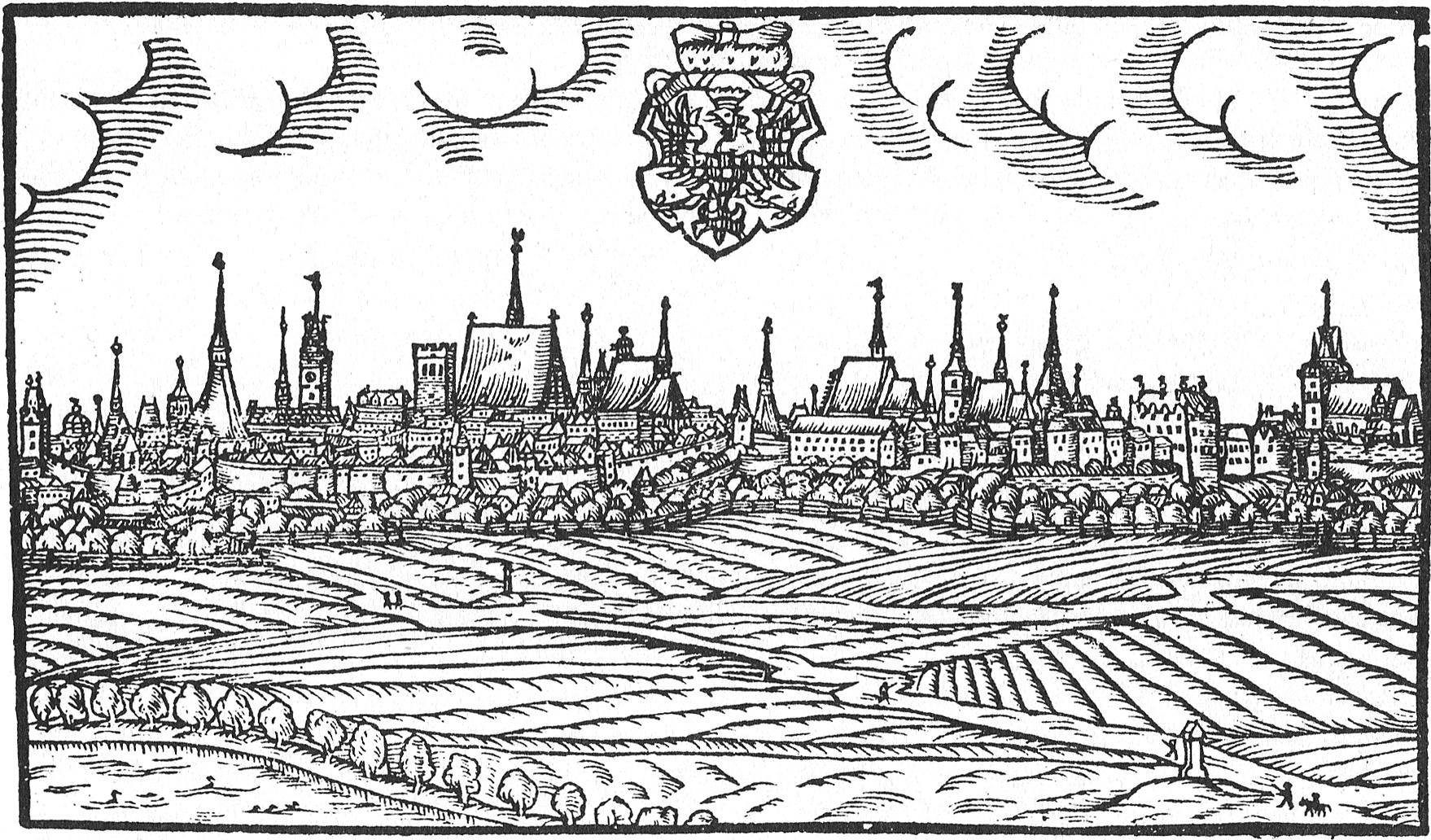
Stadtansicht von Olmütz, 1593

Karte von Olmütz um 1750

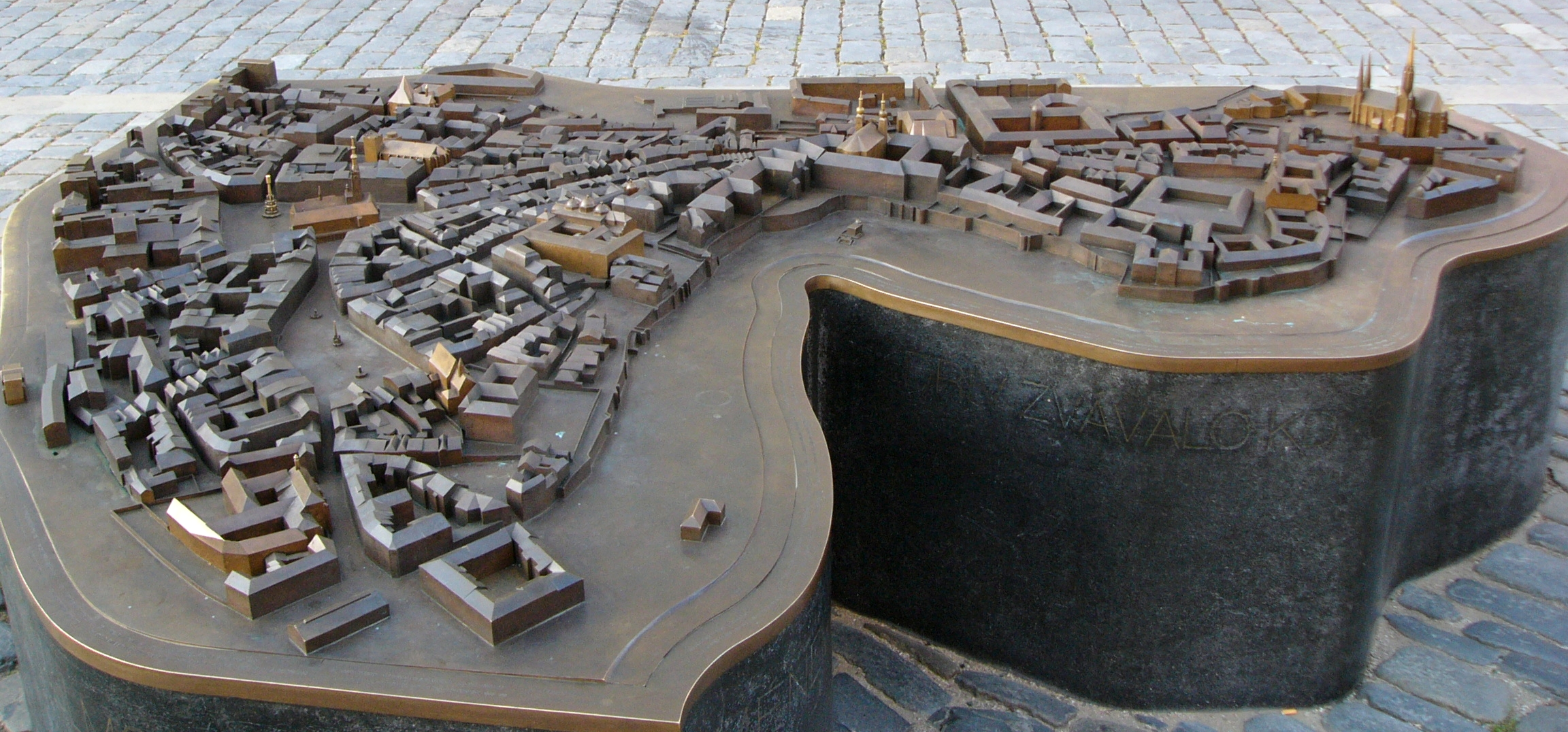
Olmütz – Bronzemodell der historischen Innenstadt

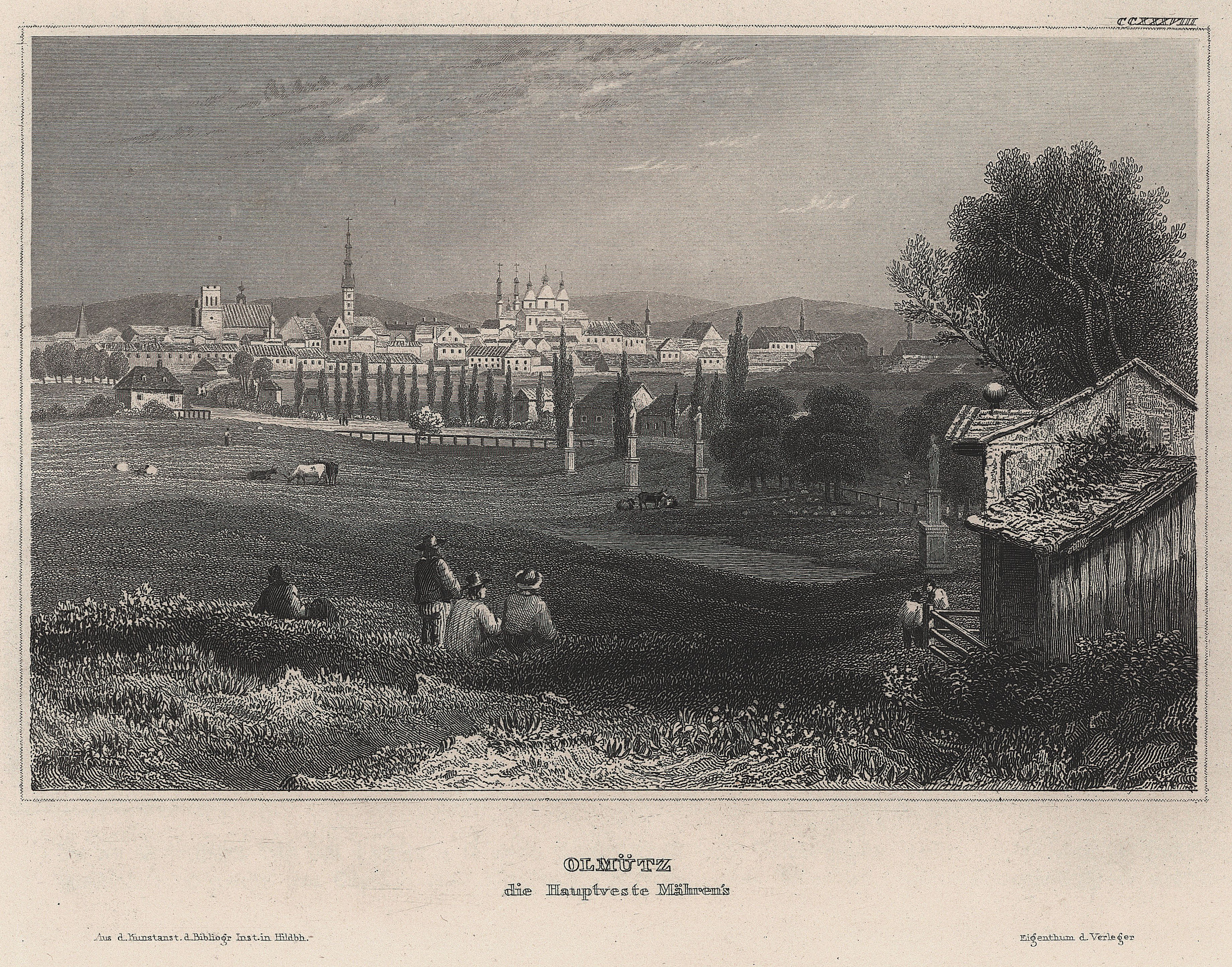
Blick auf Olmütz, 1839

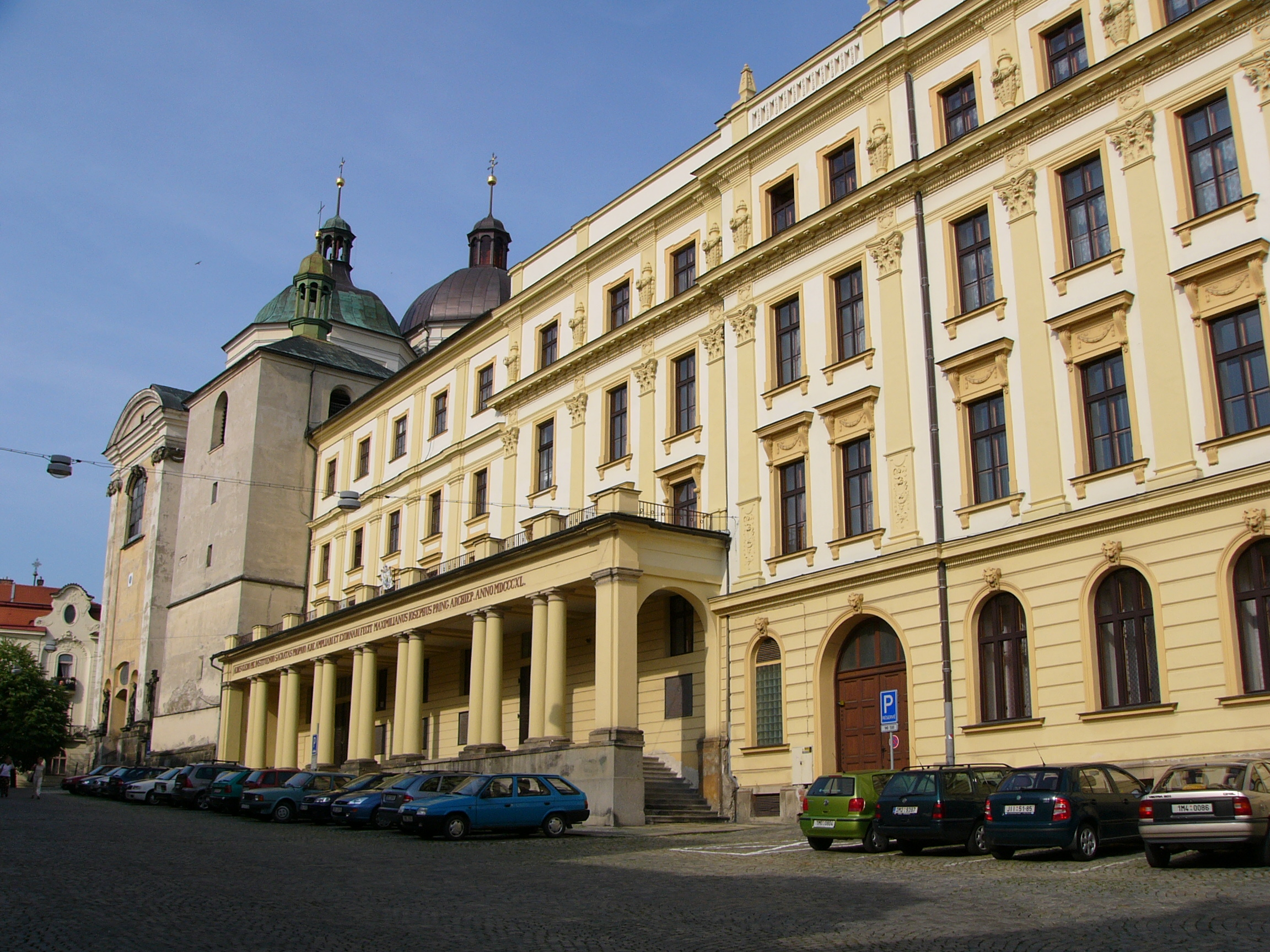
Ehemalige Universität mit Michaelskirche, heute Priesterseminar

Ende des 2. Jahrhunderts befand sich hier ein römisches Heerlager, jenseits der Donau das nördlichste bekannte in Mitteleuropa. Bis ins 5. Jahrhundert gab es eine germanische Besiedelung.
Im späten 7. Jahrhundert entstand eine erste slawische Siedlung im heutigen Ortsteil Povel. Um 830 wurde diese zerstört. Es entstand eine neue Burg auf dem Petersberg (Předhrad), die nach ihrer Größe vermutlich zu den wichtigen Burgen des Mährerreiches zählte. Im 9. Jahrhundert wurden drei Kirchen gebaut.

### Přemyslidenstaat
Olmütz wurde im Jahr 1017 erstmals schriftlich erwähnt, als Mähren Teil des böhmischen Staates der Přemysliden wurde. 1055 war es Sitz eines eigenen Teilfürstentums. 1063 wurde das Bistum Olmütz durch Vratislav II. gegründet. Um 1070 entstand eine neue Burg. 1077 wurde das Kloster Hradisko gegründet. 1126 wurde Heinrich Zdik zum Bischof ernannt.
Anfang des 13. Jahrhunderts starb der letzte Olmützer Fürst, Mähren wurde vereint und einem Markgrafen aus dem Geschlecht der Přemysliden unterstellt. Zum Jahr 1248 wird Olomouc erstmals als Königsstadt erwähnt. 1306 hielt sich König Wenzel III. während eines Feldzuges nach Polen in Olmütz auf und wurde hier ermordet, wodurch die Dynastie der Přemysliden im Mannesstamm erlosch. Die Stadt entwickelte sich wirtschaftlich sehr schnell und wurde zur Hauptstadt Mährens.
In den Hussitenkriegen war Olmütz fester Bestandteil der katholischen Seite. In der Nachfolge der Kartause Dolein, die in den Hussitenkriegen untergegangen war, wurde 1443 die Kartause Olmütz gegründet, die bis zur Aufhebung 1782 bestand. Im 16. Jahrhundert entstanden zahlreiche Paläste im Renaissancestil. 1566 kamen die Jesuiten nach Olmütz. Diese gründeten eine Schule, welche 1573 zur Universität erhoben wurde. 1588 wurde der Bischof zum Reichsfürsten erhoben.

### 17. und 18. Jahrhundert
Im Dreißigjährigen Krieg wurde die Stadt 1642 von den Schweden eingenommen und acht Jahre okkupiert. Mehrere Blockaden der schwedischen Garnison durch kaiserliche Truppen und die mehrmonatige Belagerung durch Ladislav Burian von Waldstein 1644 blieben erfolglos. Nach dem Dreißigjährigen Krieg verlor die großteils zerstörte und entvölkerte Stadt den Status der mährischen Hauptstadt und trat diesen an Brünn ab. Da durch Brände viel Schaden entstanden war, wurde 1711 eine detaillierte „Feuerlösch-Ordnung“ erlassen, in der auch eine Reihe vorbeugender Maßnahmen zur Sprache kam.
Am 26. Dezember 1741 wurde die Stadt von den Preußen im Ersten Schlesischen Krieg eingenommen. Nach diesem Ereignis wurden die Festungsanlagen umfangreich ausgebaut. Einer zweiten Belagerung durch die Preußen im Jahre 1758 hielt die neue Festungsanlage stand. 1777 wurde das Bistum Olmütz zum Erzbistum erhoben.
Von 1794 bis 1797 wurde der prominente französisch-amerikanische Soldat und Politiker Marquis Lafayette in Olmütz als politischer Häftling der Donaumonarchie interniert, nachdem er von der antifranzösischen Koalition 1792 in Flandern gefangen genommen und dann vorerst von Preußen eingekerkert worden war.

### 19. Jahrhundert
1841 erhielt die Stadt einen Eisenbahnanschluss. Mitte 1845 wurde die Eisenbahn von Olmütz nach Prag (k.k. Nördliche Staatsbahn) in Betrieb genommen (Olmütz–Trübau, Trübau–Prag). Im Jahr 1848 beherbergte das Schloss des Erzbischofs den wegen der Revolution in Wien hierher geflohenen kaiserlichen Hof. Kaiser Ferdinand I. übertrug hier am 2. Dezember 1848 dem achtzehnjährigen Franz Joseph I. die Regierung. Am 29. November 1850 wurde in Olmütz durch die Olmützer Punktation (auch „Olmützer Vertrag“ genannt) zwischen Preußen, Österreich und Russland der Deutsche Bund unter österreichischer Führung wiederhergestellt. In den Jahren 1850 bis 1866 wurden erneut die Befestigungsanlagen erweitert. 1886 wurde dann der Festungsstatus aufgehoben, Olmütz erhielt ein Stadtstatut als Königliche Hauptstadt. 1899 fuhr in der Stadt die erste Straßenbahn. Am Ende des 19. Jahrhunderts hatte Olmütz sechs katholische Kirchen, eine evangelische Kirche, eine Synagoge, ein deutsches und ein tschechisches Gymnasium, eine Realschule, eine Reihe weiterer Bildungsanstalten und war Industriestandort sowie Sitz einer Bezirkshauptmannschaft und eines Kreisgerichts.

### 20. Jahrhundert
Nach dem Zerfall Österreich-Ungarns 1918 und der Gründung der Tschechoslowakei kamen die tschechischen Stadtbürger in die Mehrzahl, was vor allem auf den Zuzug von Tschechen, den Wegzug von Deutschen aber auch auf die Eingemeindung von umliegenden Gemeinden mit zum Teil tschechischer Mehrheit, wie den beiden Städten Hodolein (Hodolany) und Neugasse (Nová ulice) sowie elf weiteren Gemeinden (Bělidla, Černovír, Hejčín, Chválkovice, Lazce, Nové Sady, Nový Svět, Neředín, Pavlovičky, Povel und Řepčín) im Jahr 1919 zurückzuführen ist. Im Jahr 1921 lebten in Olomouc 57.206 Einwohner.
Am 15. März 1939 wurde die Stadt, wie auch die übrigen Gebiete des am selben Tag vom Deutschen Reich errichteten Protektorats Böhmen und Mähren, von der Wehrmacht besetzt. Noch im Jahr 1939 wurde die Olmützer Universität von der deutschen Besatzungsmacht geschlossen. Erst im Jahr 1946 konnte sie unter dem Namen Palacký-Universität Olmütz wiederhergestellt werden.
Die deutschsprachige Bevölkerung wurde 1945/1946 aus Olmütz größtenteils vertrieben. Ihr Vermögen wurde durch das Beneš-Dekret 108 konfisziert, das Vermögen der evangelischen Kirche durch das Beneš-Dekret 131 liquidiert und die katholischen Kirchen enteignet.
In den 1970er und 1980er Jahren entstanden in den Randgebieten mehrere Plattenbausiedlungen.
Seit 1971 ist die ganze Altstadt als Denkmalschutzreservat geschützt. Das Hochwasser im Jahr 1997 zog die Stadt schwer in Mitleidenschaft, etwa ein Drittel des Stadtgebiets wurde überschwemmt. Im Jahr 2000 wurde die Dreifaltigkeitssäule in die Liste des UNESCO-Welterbes aufgenommen. Nach der Verwaltungsreform von 2000 wurde die bisherige Kreisstadt mit der Errichtung der Olmützer Region dessen Verwaltungssitz.

### Juden in Olmütz

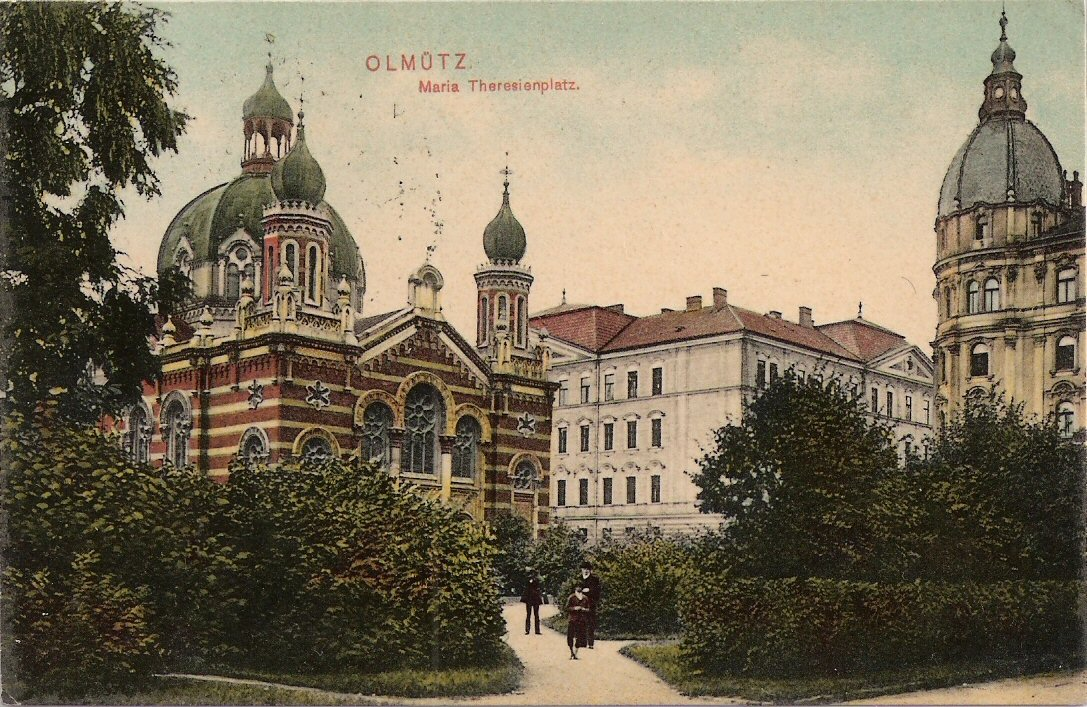
Die Synagoge in Olmütz

Die ersten Juden siedelten in Olmütz bereits 906. Ab dem Jahre 1060 hatten sie in einem Ghetto zu wohnen und ein gelbes Erkennungszeichen zu tragen. Im Jahr 1454 wurden sämtliche Juden aus Olmütz ausgewiesen. Dieses Gesetz war bis 1848 gültig. Bei der Volkszählung von 1857 wurden sechs Juden erfasst.
1865 wurde in Olmütz ein jüdischer Religiöser Verband gegründet, aus dem 1892 die selbständige Jüdische Gemeinde Olmütz hervorging, deren erster Rabbiner Berthold Oppenheim wurde. Die Olmützer Synagoge wurde von 1895 bis 1897 erbaut. In der Nacht vom 15. auf den 16. März 1939, nach der Besetzung des Landes durch die Wehrmacht, wurde die Synagoge durch Brandstiftung zerstört. Gleichzeitig wurden etwa 800 Juden festgenommen und später in das Konzentrationslager Dachau deportiert. Einige Sitzbänke der Synagoge wurden ausgebaut, dienten lange als Kirchenbänke in einer Dorfkirche bei Prostějov und wurden schließlich 2004 in der renovierten Synagoge in Krnov aufgestellt. Einige davon stehen heute in der Synagoge von Loštice und erinnern an die in den Konzentrationslagern ermordeten jüdischen Bürger. Der Ehrensitz ist Berthold Oppenheim gewidmet, dem Rabbi von Olmütz und Loštice.
Während der Zeit des Nationalsozialismus wurden 3489 jüdische Bewohner in vier Transporten, am 26. und 30. Juni 1942, am 4. Juli 1942 und am 7. März 1945 in das Ghetto Theresienstadt deportiert. Nur 285 Juden der Stadtbevölkerung überlebten. Erst jahrzehntelang nach Kriegsende, seit 1989 kam es zu einer Wiederbelebung des jüdischen Kultuslebens in der Stadt, und 1991 wurde eine selbständige jüdische Gemeinde Olmütz, zuständig auch für Šumperk, Jeseník, Bruntál und Přerov, neu gegründet.
2011 wurden die ersten Stolpersteine in Olmütz durch Gunter Demnig verlegt. Sie dienen der Erinnerung an ermordete Opfer der nationalsozialistischen Herrschaft in der Stadt. Olmütz gehört mit Prag und Brünn zu den Städten mit den meisten Stolpersteinen in Tschechien: Ende 2017 waren es in Olmütz 213 Stolpersteine und eine Stolperschwelle. In den letzten Jahren beteiligt sich insbesondere auch die Jüdische Gemeinde Olmütz als Initiator sehr aktiv an der Verlegung der Stolpersteine – bis Herbst 2017 war sie für vier Verlegungen zuständig.

### Demographie
Die Stadt Olmütz ist mit 100.233 Einwohnern der sechstgrößte Ort Tschechiens.
| Jahr | Einwohner  | Anmerkungen |
| ---- | ---------- | --- |
| 1060 | 10.300     | [ 14 ] |
| 1139 | 13.460     | [ 14 ] |
| 1237 | 16.300     | mit den Vorstädten |
| 1415 | 29.000     | unter König Wenzel IV., mit den Vorstädten |
| 1616 | 30.633     | nachdem im Jahr 1599 die Pest 4.000 Opfer gefordert hatte |
| 1622 | ca. 14.000 | (nicht angeführt ob mit oder ohne Vorstädte), in der ersten Phase des Dreißigjährigen Kriegs als im Jahr 1621 unter dem kaiserlichen General Bucquoy 3.000 Nichtkatholiken die Stadt hatten verlassen müssen |
| 1638 | 30.000     | |
| 1650 | 01.675     | nach der Schwedenherrschaft (1642–1650) im Dreißigjährigen Krieg, nach dem Abzug der Schweden |
| 1715 | 01.500     | [ 21 ] |
| 1834 | 12.207     | ohne die Garnison (ca. 5.700 Mann), größtenteils Deutsche katholischer Konfession, darunter 104 Evangelische                                                                                                 |
| 1857 | 08.349     | ohne die Garnison, davon 8.313 Katholiken, 27 Evangelische, drei Reformierte und sechs Israeliten (zusätzlich 6.888 Fremde), nach anderen Angaben 13.997 Einwohner                                           |
| 1900 | 21.707     | mit der Garnison (3.632 Mann), davon 13.982 Deutsche und 6.798 Tschechen (1.676 Juden, 7,7 %) |
| 1910 | 22.245     | davon: 2.959 Soldaten, 6.746 tschechische Zivilisten und 12.156 deutsche Zivilisten (1.633 Juden); nach Religionen: 20.061 katholisch, 423 evangelisch, 1.679 israelitisch                                   |
| 1919 | 23.622     | davon: 9.772 Tschechen und 8.019 Deutsche (1.010 Juden) |
| 1920 | 57.206     | [ 24 ] |

| Jahr      | 1947   | 1970   | 1979   | 1985    | 1995    | 2000    | 2005    | 2006    | 2007    | 2008    | 2009    | 2010    |
| --------- | ------ | ------ | ------ | ------- | ------- | ------- | ------- | ------- | ------- | ------- | ------- | ------- |
| Einwohner | 58.000 | 79.407 | 79.407 | 105.513 | 104.845 | 102.702 | 100.381 | 100 168 | 100.373 | 100.373 | 100.362 | 100.233 |

## Politik

### Stadtoberhäupter

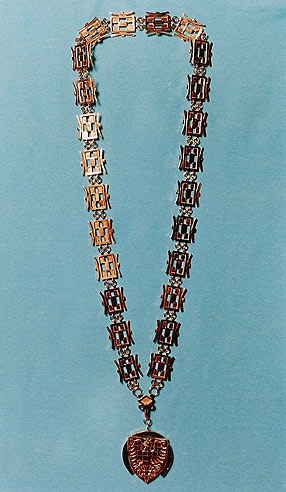
Insigne des Bürgermeisters

| - 1840–1849: Wilhelm Schweidler - 1851–1865: Franz Kreilm - 1865–1866: Franz Hein - 1866–1872: Karl Boromäus Johann Nepomuk Alois Schrötter - 1872–1896: Josef von Engel - 1896–1918: Karl Brandhuber - 1918–1919: Vakanz - 1919–1923: Karel Mareš - 1923–1939: Richard Fischer - 1939–1941: Fritz Czermak | - 1942–1945: Julius Schreitter von Schwarzenfeld - 1945–1947: Václav Stibor-Kladenský - 1947–1949: Jan Kučera - 1949–1950: Ladislav Bernatský - 1950–1956: Antonín Eliáš - 1957–1960: Josef Drmola - 1960–1970: František Řeháček - 1970–1986: Jan Tencian - 1986–1989: Josef Votoček - 1989–1990: Břetislav Baran | - 1990–1994: Milan Hořínek - 1994–1998: Ivan Kosatík (ODS) - 1998–2006: Martin Tesařík (ČSSD) - 2006–2014: Martin Novotný (ODS) - 2014 (März–Nov.): Martin Major (ODS) - 2014–2018: Antonín Staněk (ČSSD) - seit 2018: Miroslav Žbánek (ANO) |

### Städtepartnerschaften
Olmütz unterhält Städtepartnerschaften mit folgenden Städten:
 Antony, Frankreich
 Subotica, Serbien
 Luzern, Schweiz
 Nördlingen, Deutschland
 Owensboro, Vereinigte Staaten
 Pécs, Ungarn
 Tampere, Finnland
 Veenendaal, Niederlande
 Berliner Bezirk Treptow-Köpenick, Deutschland

## Wirtschaft und Infrastruktur
Olmütz ist neben Ostrava das wichtigste Wirtschafts- und Verkehrszentrum in Nordmähren.

### Verkehr

#### Öffentlicher Personennahverkehr

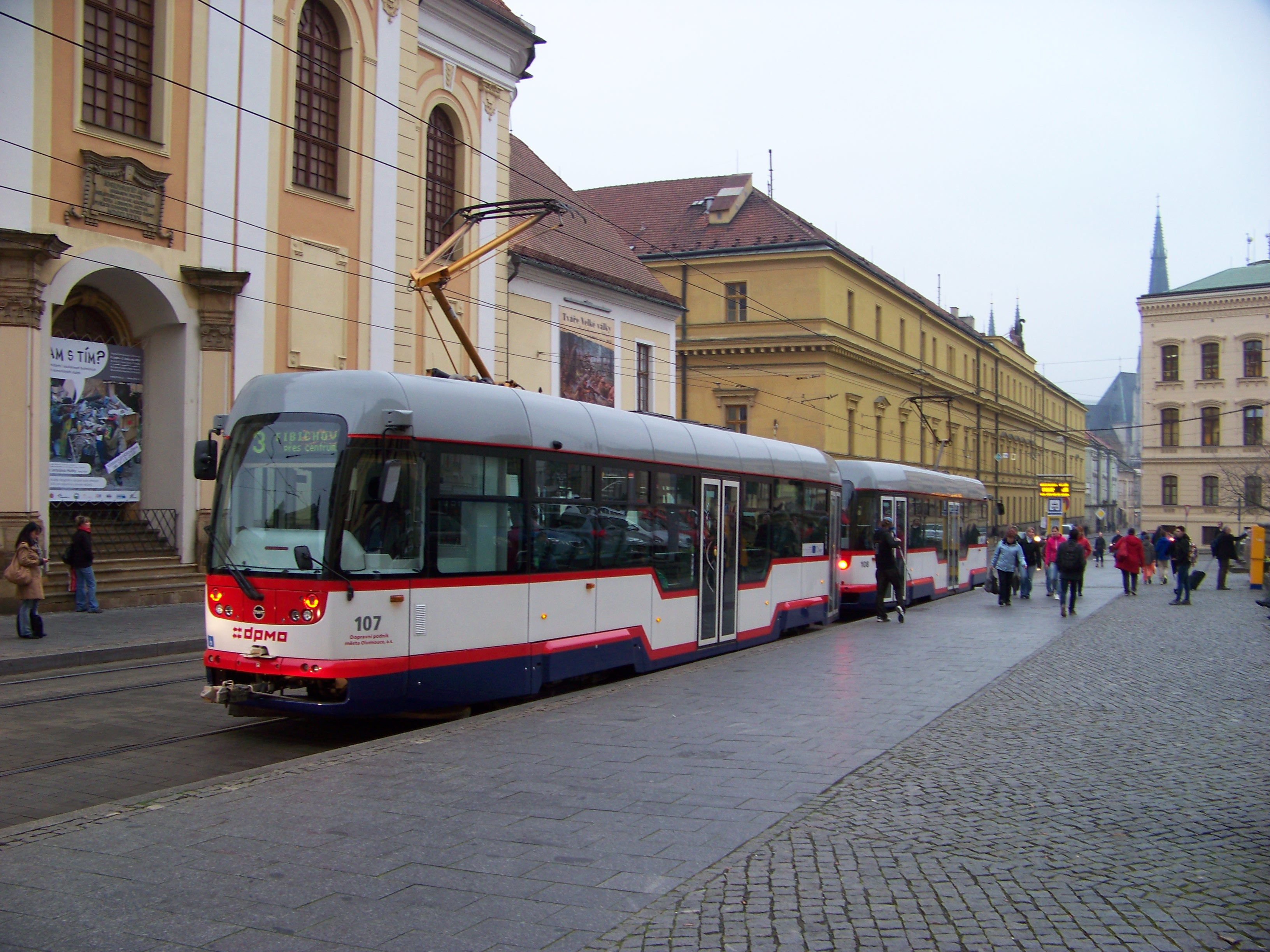
Straßenbahn

Der innerstädtische Verkehr wird von fünf Straßenbahnlinien und 23 Buslinien gewährleistet (Stand 2011).

#### Eisenbahn
Der Bahnhof Olomouc hl.n. liegt an den Bahnstrecken Česká Třebová–Olomouc, Nezamyslice–Šternberk, Přerov–Olomouc, Olomouc–Opava východ und Olomouc–Čelechovice na Hané. Weitere Strecken führen in nördlicher Richtung nach Šumperk und Krnov und westlich nach Senice na Hané. In Richtung Süden führen Strecken nach Brünn und über Otrokovice(/Zlín) nach Břeclav und weiter nach Wien.

#### Flugverbindung
Die nächstgelegenen Flughäfen für Fernreisende sind Prag (drei Stunden mit Auto), Wien (drei Stunden) und Bratislava (zwei Stunden). Näher gelegen sind die kleineren Flughäfen Ostrava (eine Stunde, 45 Minuten) und Brünn (eine Stunde).
Der öffentliche internationale Flugplatz Olomouc-Neředín (IATA-Flughafencode OLO, ICAO-Code LKOL) befindet sich 3,8 Kilometer westlich vom Stadtzentrum im Stadtteil Neředín. Der Flugplatz wird nur unter Sichtflug-Bedingungen (bei Tag) betrieben und verfügt über zwei 520 und 560 Meter lange und 30 Meter breite asphaltierte Start- und Landebahnen für Ultraleichtflugzeuge und zwei 760 Meter lange und 30 Meter breite Grasbahnen. Auf dem Flugplatz ist der Flugrettungsdienst der Region stationiert.

### Gesundheitswesen
Die größte Einrichtung ist das Universitätsklinikum (Fakultní nemocnice Olomouc) mit 1433 Betten und 50 Abteilungen und Kliniken (Stand 2006). Von 1992 bis 2004 wurde das Klinikum umfangreich erweitert und modernisiert und ist so derzeit eines der modernsten Krankenhäuser in Tschechien. Das Olmützer Militärkrankenhaus (Vojenská nemocnice Olomouc) ist das älteste Militärkrankenhaus in Tschechien. Es wurde 1748 gegründet und siedelt seit 1802 in dem als Nationales Kulturdenkmal geschützten Kloster Hradisko. In der Stadt befinden sich weiter zwei private Polikliniken.

### Ortsansässige Unternehmen
Zu den traditionellen in Olmütz angesiedelten Wirtschaftszweigen gehört die Lebensmittelindustrie und Maschinenbau, vertreten u. a. durch die 1970 gegründete Molkerei OLMA, den 1899 gegründete Schokoladenhersteller ZORA (heute Teil von Nestlé), die Pumpentechnikhersteller ISH und Sigma (heute in Lutín bei Olomouc), das Hüttenwerk Moravské železárny, den Salzverarbeiter Solné mlýny Olomouc oder das 1934 gegründete Chemie- und Pharmazieunternehmen FARMAK.

## Bildung
In Olmütz befindet sich die Palacký-Universität mit 21.277 (WS 2007) Studenten. Die Universität besteht aus 8 Fakultäten und einem Universitätsklinikum. Sie wurde im Jahre 1573 ursprünglich als Jesuiten-Hochschule gegründet und ist die zweitälteste Universität in Tschechien.

## Erzbistum

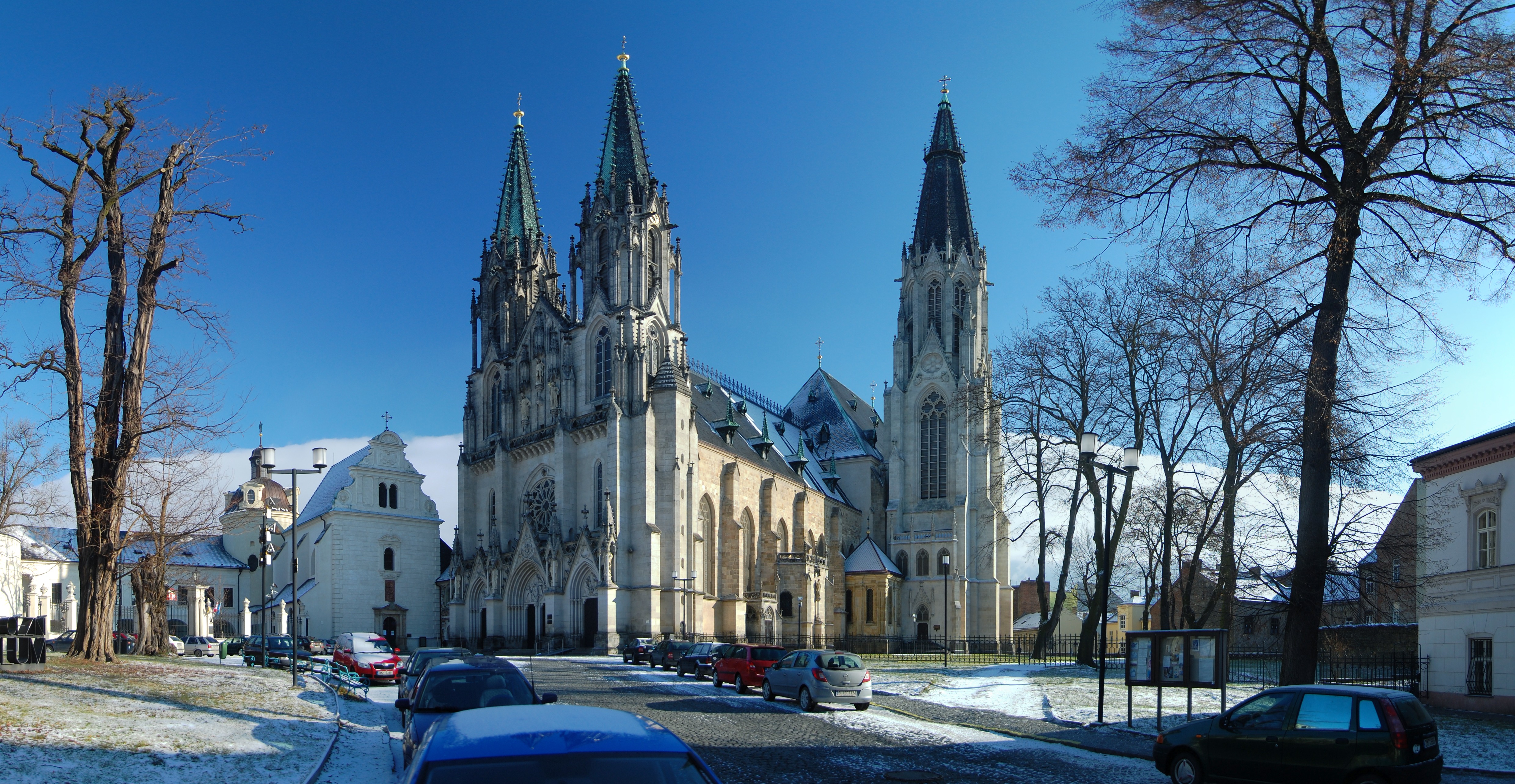
Der Wenzelsdom, die Kathedrale des Erzbistums Olmütz

Das Bistum wurde 1063 erstmals urkundlich erwähnt. Es unterstand bis ins 18. Jahrhundert dem Erzbistum Prag. 1777 wurde Olmütz zur Erzdiözese erhoben. Gleichzeitig wurde das Bistum Brünn als Suffragan der Erzdiözese Olmütz errichtet. Heute umfasst das Erzbistum die Region Nord- und Mittelmährens. Erzbischof und Metropolit ist Jan Graubner.

## Kultur

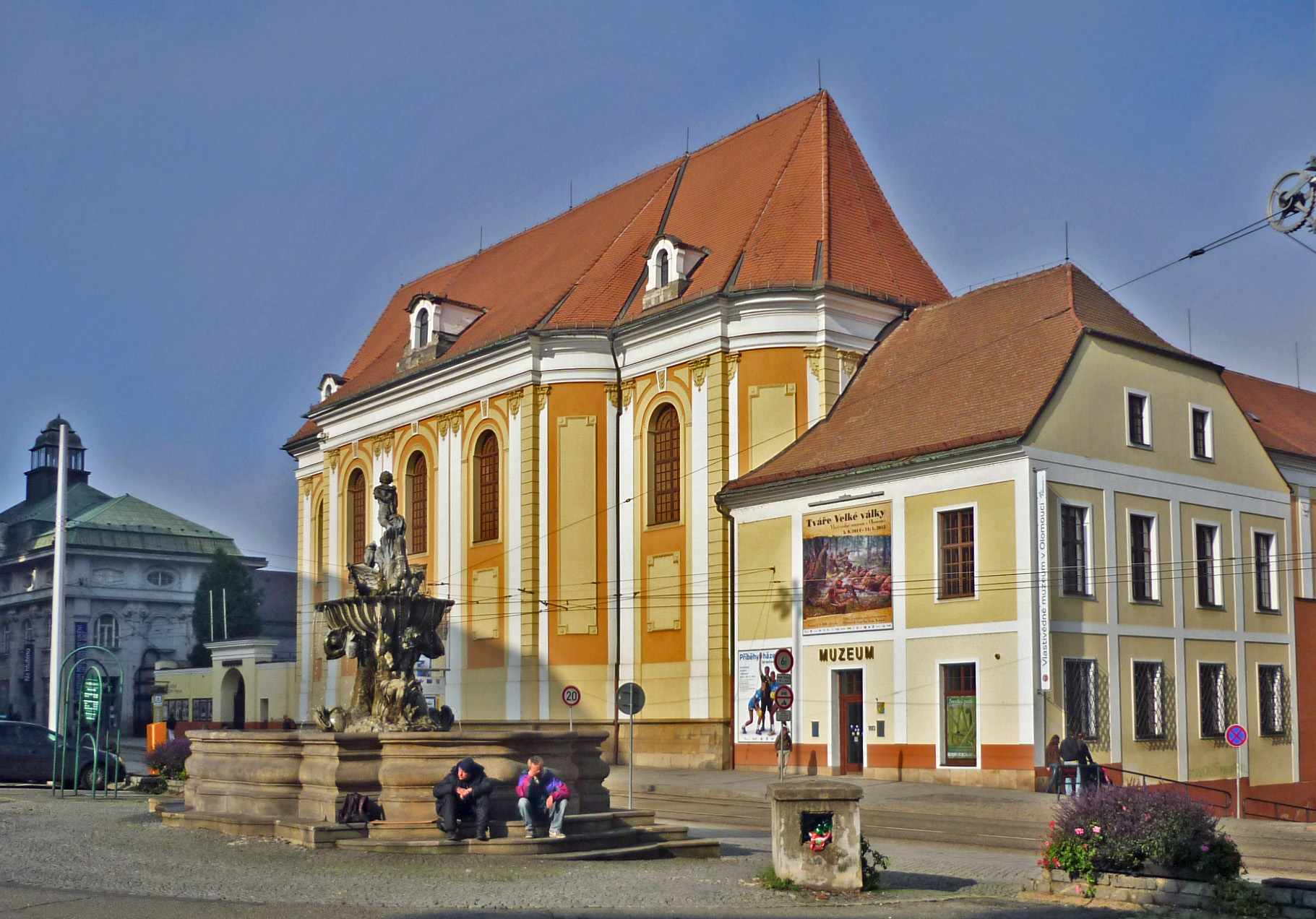
Regionalmuseum (ehemals Clarakirche) und Tritonenbrunnen am Platz der Republik

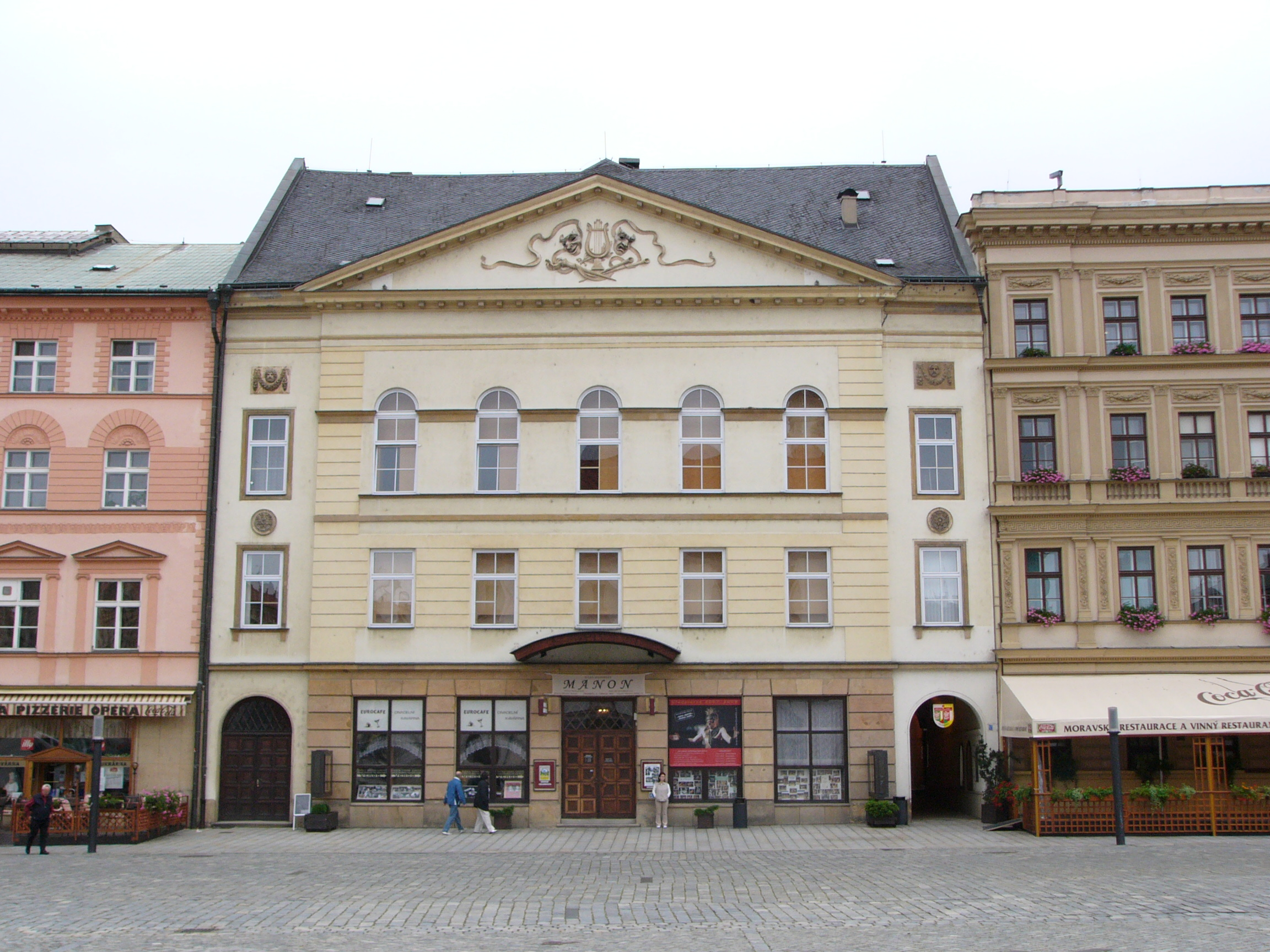
Mährisches Theater am Oberring

### Museen
- Kunstmuseum Olmütz mit den drei Teilmuseen:
  - Erzdiözesanmuseum Olmütz im ehemaligen Kanoniker-Haus des Domkapitels und im romanischen Zdik-Palast der ehemaligen Olmützer Burg (Olomoucký hrad)[30] auf dem Domhügel, gegr. 2006
  - Erzdiözesanmuseum im erzbischöflichen Palais in Kremsier
  - Museum für moderne Kunst Olmütz im ehemaligen städtischen Spital zum Hl. Geist
- Festungsmuseum Olmütz, gegr. 2007, dient dem Wiederaufbau und der Revitalisierung der denkmalgeschützten Bereiche der Olmützer Festungsanlage
- Volkskundemuseum (Regionalmuseum, gegr. 1883) im Gebäude des 1782 aufgehobenen Klarissenstifs; zeigt Ausstellungen über Geologie, Mineralogie, Zoologie, zur Vorgeschichte der Region und über die Geschichte und Entwicklung der Uhren
- Automobilmuseum (Oldtimer-Museum) Olmütz
- Flugtechnisches Museum Olomouc-Neředín (geschlossen)

### Theater
- Mährisches Theater am Oberring (Horní náměstí), hier war Gustav Mahler von Januar bis März 1883 Kapellmeister
- Mährische Philharmonie in der Redoute am Oberring
- Musiktheater Olmütz
- Konvikt-Theater
- Tramtarie-Theater

### Kulinarische Spezialitäten
Von hier stammt der berühmte Olmützer Quargel, ein Sauermilchkäse mit strengem Geruch.

## Sehenswürdigkeiten

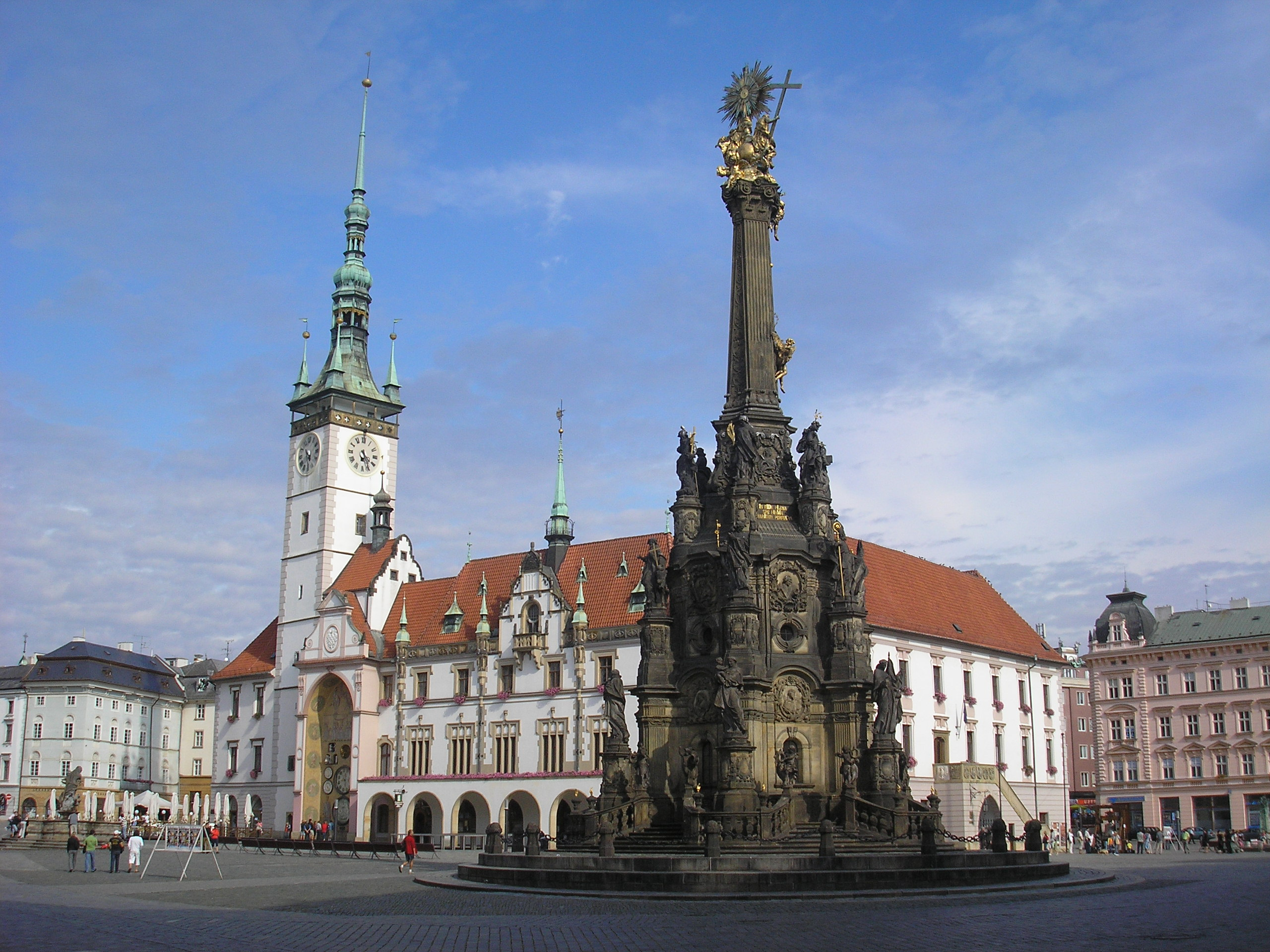
Rathaus und Dreifaltigkeitssäule

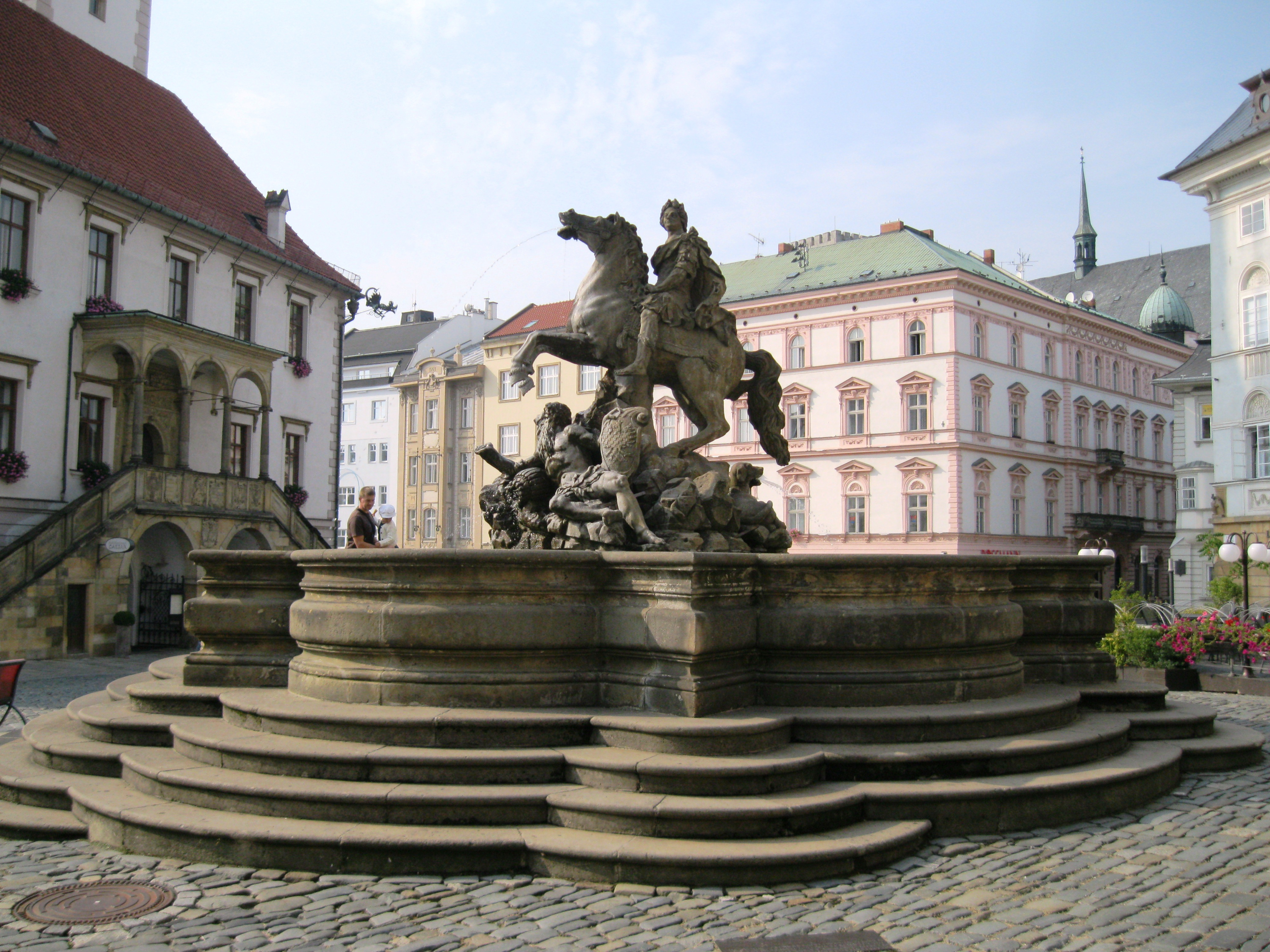
Caesarbrunnen

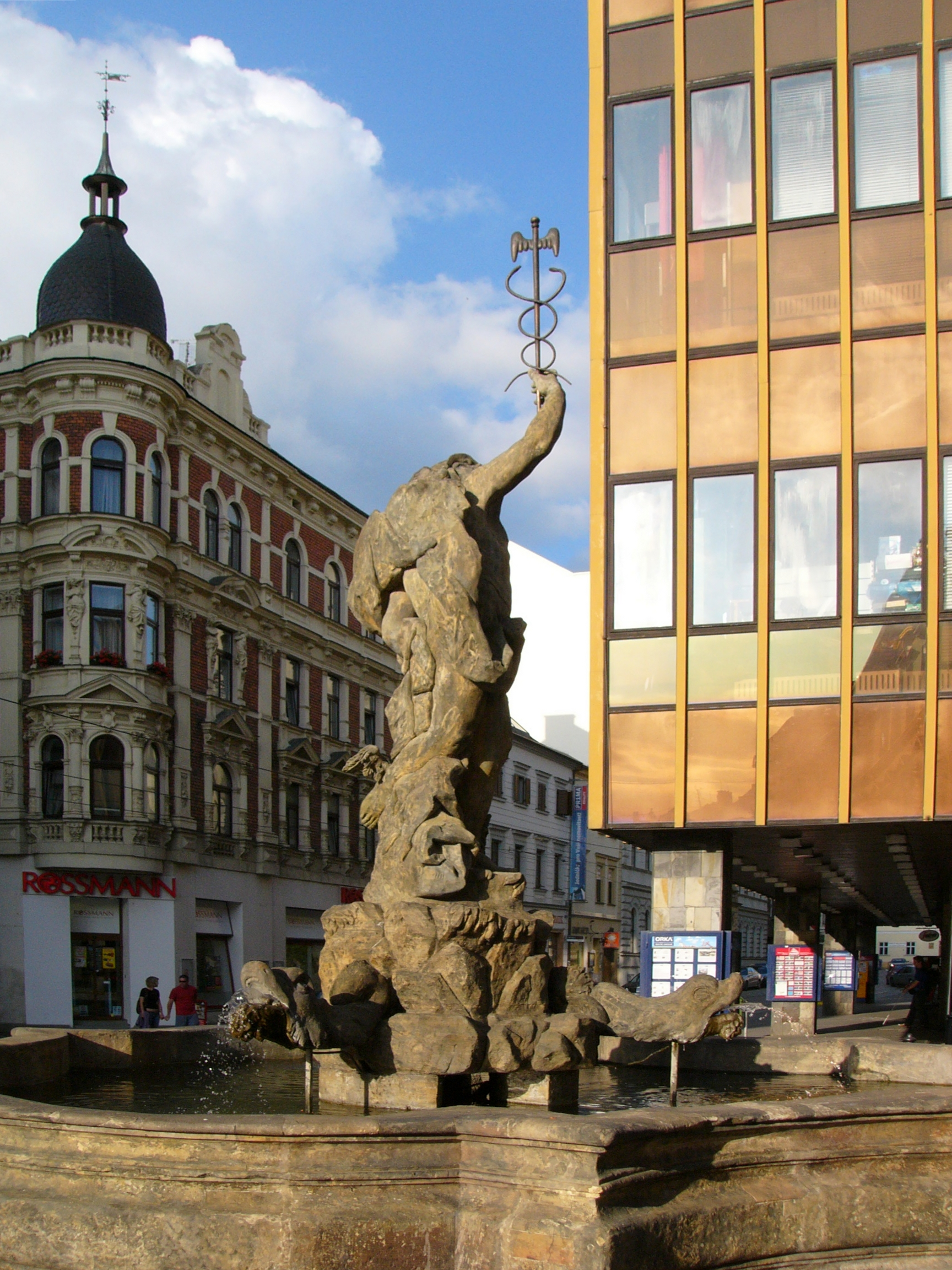
Merkurbrunnen

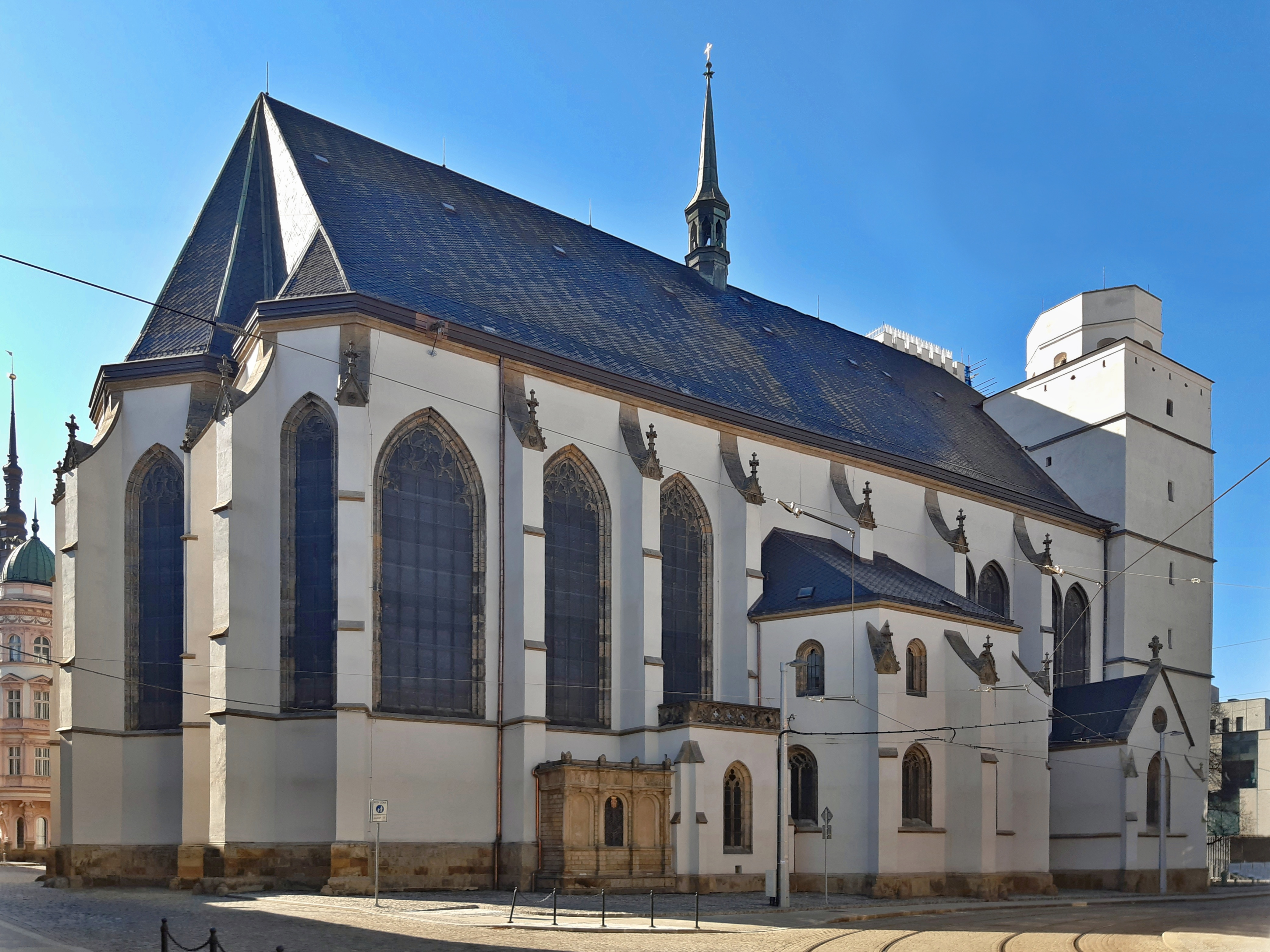
Moritzkirche

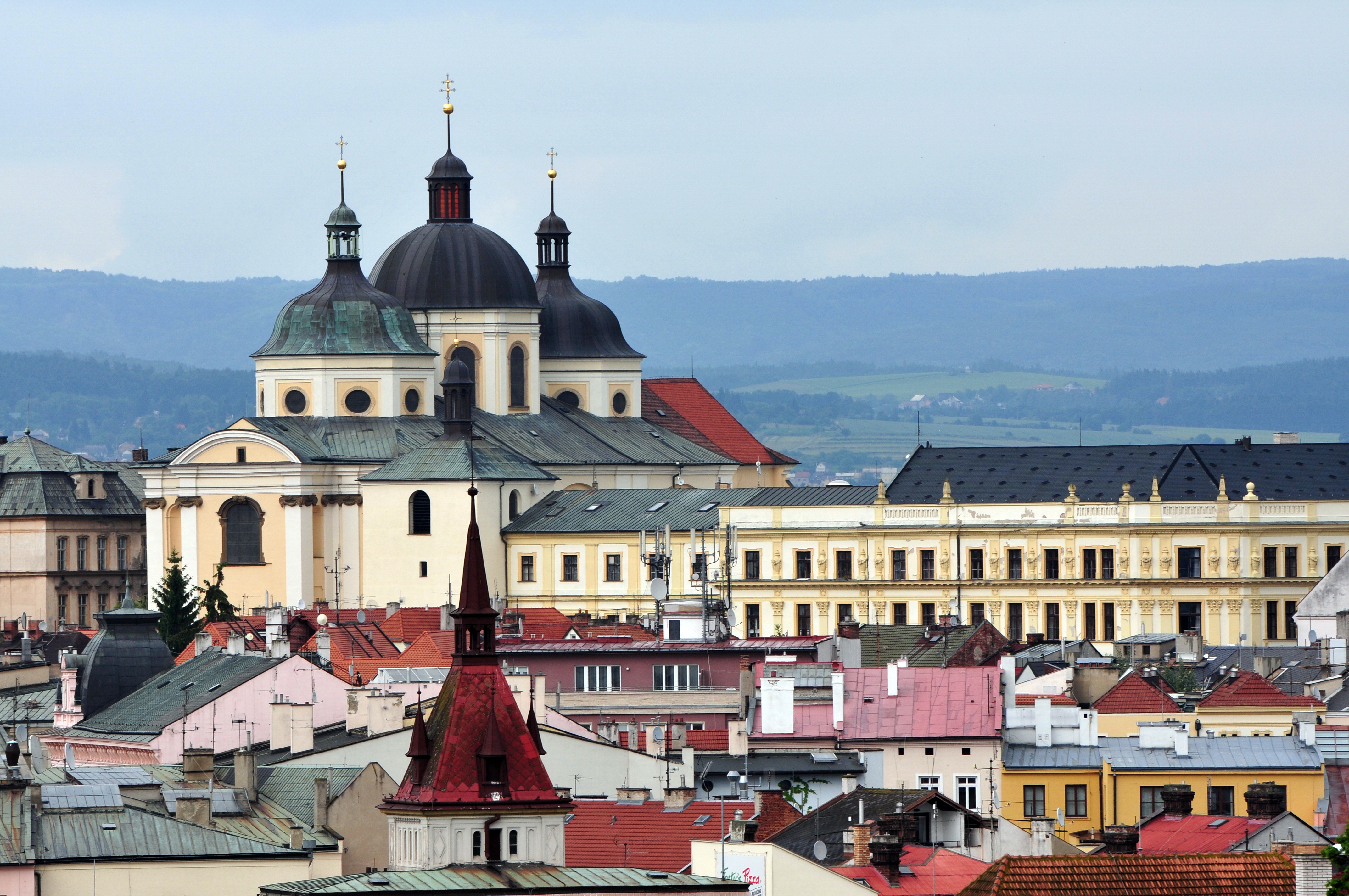
Michaelskirche

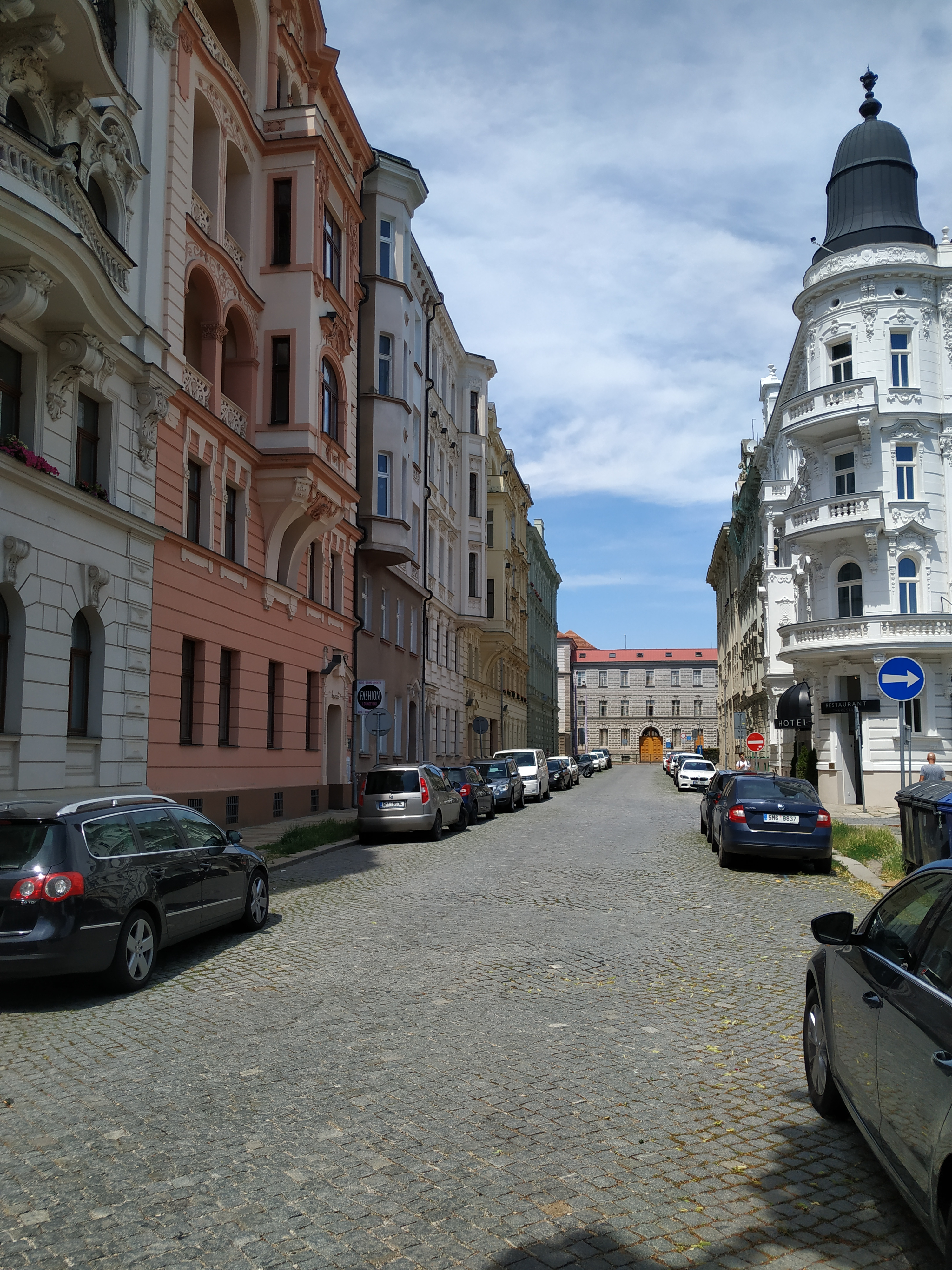
Javoříčská (Straße) im Gründerzeitviertel am Smetana-Park

Das historische Stadtzentrum wurde 1971 zum städtischen Denkmalreservat erklärt.
Neben zahlreichen Bürgerhäusern sind die Hausfassaden und historischen Portale besonders sehenswerte Objekte innerhalb des Stadtbilds von Olmütz. Am Oberring (Horní náměstí) sind dies
- das Rathaus mit astronomischer Uhr, gotischer Baukern aus dem 14. Jahrhundert, mit 78 m hohem Turm und
- die Dreifaltigkeitssäule (Pestsäule), Barockbau, 35 m hoch mit einer Kapelle, errichtet 1716 bis 1754, seit 2000 als UNESCO-Welterbe geschützt.

Auf dem Niederring befindet sich eine weitere Pestsäule, die Mariensäule.

### Olmützer Burg
- Romanischer Bischofspalast oder Zdik-Palast (Zdíkův palác),  jetzt Erzdiözesanmuseum, errichtet unter Bischof Heinrich Zdik am heutigen Wenzelsplatz (Václavské náměstí)
- Ehemaliges Kanoniker-Haus des Domkapitels, hier wohnte Mozart vom 28. Oktober bis 23. Dezember 1767 und schrieb seine 6. Sinfonie, jetzt Erzdiözesanmuseum Olmütz

### Olmützer Festung
Zur Olmützer Festungsanlage gehören u. a.
- Theresientor
- Kronenfestung und zahlreiche Forts in den Vorstädten, z. B. das Fort XXII. (Lazecká) in Olmütz-Tschernowir (Černovír) und das Fort II. in Olmütz-Radikau (Radíkov)
- Theresianisches Zeughaus (heute Universitätsbibliothek)

### Brunnen
- Herkulesbrunnen (Barockbrunnen von 1687) am Oberring (Horní náměstí)
- Caesarbrunnen (Barockbrunnen von Wenzel Render, 1725) am Oberring
- Arionbrunnen von Ivan Theimer (2002) am Oberring
- Neptunbrunnen (Barockbrunnen von Michael Mandik, 1683) am Niederring (Dolní náměstí)
- Jupiterbrunnen (Barockbrunnen von Wenzel Render, 1707) am Niederring
- Tritonenbrunnen (Barockbrunnen von Wenzel Render, 1709) am Platz der Republik (Náměstí republiky)
- Delphinbrunnen (Barockbrunnen von Philipp Sattler, 1725/2005), Sokol-Straße (Sokolská)
- Merkurbrunnen (Barockbrunnen von Wenzel Render und Philipp Sattler, 1727), Straße des 8. Mai (8. Květná)
- Sarkander-Brunnen („Die Quelle lebendigen Wassers des hl. Jan Sarkander“) neben der St. Sarkander-Kapelle

### Kirchen, Kapellen und Klöster
- Wenzelsdom (Katedrála sv. Václava),  errichtet von 1107 bis 1131 als romanische Basilika, im 14. Jahrhundert gotisch und im 19. Jahrhundert neugotisch umgebaut, hier ist König Wenzel III. beigesetzt
- St.-Mauritius-Kirche (Kostel sv. Mořice), auch Moritzkirche oder Mauritzkirche genannt, spätgotischer Bau aus dem 15. Jahrhundert; die Orgel der Moritzkirche ist die größte Orgel in Tschechien[31]
- Kirche der Unbefleckten Empfängnis der Jungfrau Maria – Dominikanerkirche (Dominikánský kostel)
- Maria-Schnee-Kirche – Jesuitenkirche (Kostel Panny Marie Sněžné)
- Kirche St. Katharina von Alexandrien (Kostel sv. Kateřiny)
- Erzengel-Michael-Kirche (Kostel sv. Michaela) (1676 bis 1703) von Giovanni Pietro Tencalla und Baldassare Fontana
- Rote Kirche, errichtet 1902, heute dient sie als Bibliothek
- Kirche Mariä Verkündigung – Kapuzinerkirche (Kostel Zvěstování Panny Marie)
- Cyrill- und Method-Kirche (Kostel sv. Cyrila a Metoděje) (1929)
- Orthodoxe Kirche (Kostel sv. Gorazda) (1939)
- Basilika minor „Mariä Heimsuchung“ auf dem Heiligenberg bei Olmütz (Svatý Kopeček)
- St.-Sarkander-Kapelle
- St.-Anna-Kapelle auf dem Domhügel, jetzt griechisch-katholische Kirche, neben dem Wenzelsdom
- St.-Barbara-Kapelle auf dem Domhügel, gehört jetzt zum Erzdiözesanmuseum
- Kloster Hradisch (Klášter Hradisko),  errichtet im 17. und 18. Jahrhundert von G. P. Tencallo und D. Martinelli
- ehem. Dominikanerkloster
- ehem. Klarissenkloster, 1782 aufgehoben, jetzt Regionalmuseum

### Paläste, Villen und Bürgerhäuser
- Erzbischöflicher Palast (Arcibiskupský palác)
- Romanischer Bischofspalast oder Zdik-Palast
- Edelmann-Palast (Edelmannův palác) am Oberring (Horní náměstí)
- Petrasch-Palast (Petrášův palác) am Oberring
- Salm-Palast (Salmův palác) am Oberring
- Dietrichstein-Palast (Ditrichštejnský palác) am Oberring
- Hauenschild-Palast (Hauenschildův palác), Renaissancebau am Niederring (Dolní náměstí), hier wohnte Wolfgang Amadeus Mozart 1767
- Jesuitenkolleg am Platz der Republik (Náměstí republiky)
- Zierotin-Palast (Žerotínský palác)
- Podstatzky-von-Prusinowitz-Palast (Palác Podstatských z Prusínovic)
- Bürgerhaus „Zum goldenen Hirschen“ (Dům U Zlatého jelena)
- Bürgerhaus „Zum roten Ochsen“ (Dům U rudého vola), jetzt Galerie
- Villa Hamburger (Historismus, 1895)
- Villa Primavesi (Sezessionsstil, 1906)

### Gründerzeitviertel
Das sehenswerte Gründerzeitviertel, südwestlich der Altstadt, zwischen der Ringstraße und dem Smetana-Park, besitzt eine hohe Bebauung mit prächtigen Fassaden.

### Parkanlagen
- Čech-Park (Čechovy sady)
- Smetana-Park (Smetanovy sady) (1866 von Kaiser Franz Joseph I. eröffnet), früher Rudolf-Allee
- Bezruč-Park (Bezručovy sady) (1898)
- Botanischer Garten (Botanické zahrady) mit Rosarium (1970)
- Zoo (Zoologická zahrada Olomouc) auf dem Heiligenberg (Svatý Kopeček)

## Sport
In Olmütz sind der erfolgreiche Fußballverein SK Sigma Olomouc und der Eishockeyverein HC Olomouc beheimatet.
Jährlich findet im Juni die Laufveranstaltung Mattoni Olomouc-Halbmarathon. Der Lauf ist vom internationalen Leichtathletikverband als Gold-Rennen eingestuft. Die Teilnehmerzahlen liegen bei über 4300 Läufern (2020).

## Persönlichkeiten
Bekannte Persönlichkeiten der Stadt sind in der Liste von Persönlichkeiten der Stadt Olmütz aufgeführt.

## Trivia
- Der Kabarettist Fritz Grünbaum schrieb das Lied Der kleine Wolf aus Olmütz (erste Zeilen des Refrains: „Kennst du den kleinen Wolf aus Olmütz / mit der Breeches und der grünen Wollmütz?“), das von Peter Kreuder vertont wurde.[32] Eine bekannte Aufnahme entstand 1928 mit Curt Bois und dem Orchester Peter Kreuder.[33]
- Der Schriftsteller Peter Härtling hat im Jahre 1961 das Gedicht Olmütz 1942–1945 geschrieben, in dem er Kindheitserinnerungen an Olmütz bildhaft beschreibt: unter anderem die „Haube“ vom Bischofsberg, eine Versammlung der Hitlerjugend auf dem Ring („ein schwarzer aderlasser versammelt tausend hasser“), die Wohnung in der Wassergasse (heute Mlýnská ul.; die Zeile „der fluß erstarrt zu stein“ spielt darauf an, dass der dort befindliche Mühlgraben vor einigen Jahrzehnten zugeschüttet wurde) und die Flucht nach Zwettl („die flüchterflüche – nun wandert auch das haus“).[34]